# ریچموند (مینه‌سوتا)
ریچموند، مینه‌سوتا (به انگلیسی: Richmond, Minnesota) یک شهر در ایالات متحده آمریکا است که در شهرستان استیرنز، مینه‌سوتا واقع شده‌است.

## خصوصیات
ریچموند ۲٫۷۲ کیلومترمربع مساحت و ۱٬۴۲۲ نفر جمعیت دارد و ۳۴۲ متر بالاتر از سطح دریا واقع شده‌است.